# Francis Picabia
Francis-Marie Martínez Picabia (París, 22 de enero de 1879 - París, 30 de noviembre de 1953) fue un pintor y escritor francés.

## Biografía
Picabia descendía por vía paterna de una familia arribada a Cuba procedente de Galicia; su madre era vascofrancesa y se supone que el apellido Picabia derivaba del vasco Pikabea. Los padres de Picabia se habían conocido en París cuando su padre trabajaba como diplomático en Francia.
Nacido en una familia acaudalada, Picabia gozó de independencia económica casi toda su vida y creó su arte por simple vocación, gracias a lo cual exploró casi todos los estilos contemporáneos más destacados, como el postimpresionismo, el cubismo, el fauvismo, el dadaísmo, el surrealismo y el arte abstracto. Hizo también pintura figurativa, dibujo y collage. Estudió en École des Beaux-Arts y en la Escuela de Artes Decorativas de París. Recibió una fuerte influencia impresionista y fovista, en especial de la obra de Pissarro y Sisley. 
De 1909 a 1911 estuvo vinculado al cubismo y fue miembro del grupo de Puteaux, donde conoció a los hermanos Duchamp (Marcel, Jaques y Raymond) en el suburbio parisino de Puteaux, donde se reunían los domingos para discutir sobre arte, matemáticas y otros temas. En 1913 viajó a Nueva York, con motivo de la exposición “The Internacional Exhibition of Modern Art”, celebrada en un cuartel militar, y desde donde se pretendía dar a conocer al público estadounidense la obra de la vanguardia europea, ya mínimamente introducida por el fotógrafo y galerista Alfred Stieglitz y el grupo dadá americano. Picabia vivió en Nueva York hasta 1916, fecha en que viajó a Barcelona para aprovechar la neutralidad española durante la Primera Guerra Mundial, donde permaneció dos años.
En Barcelona apenas mantuvo contacto con la vanguardia catalana, salvo con Josep Maria Tamburini, quien en 1916 editó el primer número de su revista dadaísta "391".
El formato, la concepción y la tipografía deben mucho a la revista 291, editada por Alfred Stieglitz y en la que colaboró Picabia, pero los presupuestos son otros: el tono nihilista, frío, irónico y destructor son propiamente dadaístas. La revista se publicó entre 1917 y 1924, en Barcelona, Nueva York, Zúrich y París, y en ella colaboraron, entre otros, Marcel Duchamp, André Breton, Tristan Tzara, Man Ray y Jean Cocteau. Junto a la revista Dada, fue la más importante de este movimiento.
Poco después de 1917 Picabia viajó a París, donde entró de lleno en el círculo dadaísta conducido por Tristan Tzara, participando en manifestaciones y otros escándalos. 
En 1922 la Galería Dalmau organizó una exposición que reunió 46 obras de Picabia, con un catálogo editado por André Breton.
Las obras anteriores a 1922 podrían calificarse como mecanomorfas, que mucho deben al dinamismo futurista. "El apuro" (1914, Museo Thyssen-Bornemisza, Madrid) pertenece a un conjunto de obras realizadas por el artista en 1914, que podrían definirse como transposiciones abstractas de experiencias íntimas. 
En torno a 1924 parece regresar a la figuración, sobre todo a partir de la fundación del grupo surrealista: en estas obras parece burlarse de ese onirismo surreal, pintando figuras desmaterializadas, y más adelante iniciará un diálogo con la tradición artística. Su interés por la literatura y el lenguaje fue particularmente evidente en sus últimos trabajos. 
En 1930 se celebró la primera de las grandes retrospectivas sobre Picabia en la galería francesa Rosenberg, donde se mostró la obra comprendida entre 1900 y 1930.
Libros publicados
- 2015 Pandemonio (Editorial Malpaso, 2015, ISBN 978-84-15996-91-0)